# Tallinni Kikötő
A Tallinni Kikötő (észt nyelven Tallinna Sadam) Észtország legnagyobb kikötői hatósága; teher- és személyforgalom tekintetében a Balti-tenger egyik legnagyobb kikötői vállalkozása. A Tallinni Kikötő állami tulajdonban lévő cég, öt kikötőt igazgat, melyekből kettő található Tallinnban:
- Tallinni Utaskikötő (Vanasadam; Óvárosi kikötő) – Észtország fő utaskikötője és a Balti-tenger egyik legnagyobb forgalmú utaskikötője; Tallinn központjában található.
- Muugai kikötő – az ország legnagyobb teherkikötője. Maarduban található, Tallinn központjától 13 km-re északkeletre.
- Dél-Paldiski kikötő – teherkikötő Paldiskiban, Tallinntól 40 km-re nyugatra.
- Paljassaarei kikötő – kis teherkikötő Tallinn központjáról pár kilométerre északnyugatra, Paljassaaréban.
- Saaremaai kikötő – utaskikötő Saaremaa szigetén, Ninase faluban.

## Fordítás
- Ez a szócikk részben vagy egészben  a   Port of Tallinn című angol Wikipédia-szócikk ezen változatának fordításán alapul.  Az eredeti cikk szerkesztőit annak laptörténete sorolja fel. Ez a jelzés csupán a megfogalmazás eredetét és a szerzői jogokat jelzi, nem szolgál a cikkben szereplő információk forrásmegjelöléseként.